# Kunigunde Bachl

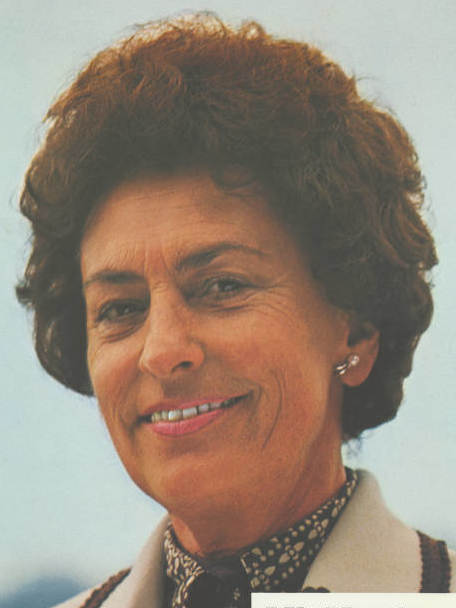
Kunigunde Bachl (1979)

Kunigunde Bachl, geb. Triptow, (* 29. Juli 1919 in Kiel; † 16. Oktober 1994) war eine deutsche Politikerin der CDU.

## Leben und Beruf
Nach dem Abitur 1938 studierte Bachl, die evangelischen Glaubens war, zunächst Sport und war als Sportlehrerin im Schuldienst tätig. Von 1941 bis 1947 studierte sie außerdem Medizin. Ab 1948 war sie als Assistenzärztin tätig, bevor sie sich 1964 mit einer Praxis für Allgemeinmedizin selbständig machte. Seit 1973 war sie Landesvorsitzende des Deutschen Ärztinnenbundes in Schleswig-Holstein und seit 1980 Mitglied der schleswig-holsteinischen Ärztekammerversammlung. Kunigunde Bachl war verheiratet und hatte drei Kinder.

## Partei
Bachl beantragte am 29. April 1940 die Aufnahme in die NSDAP und wurde zum 1. September desselben Jahres aufgenommen (Mitgliedsnummer 7.755.198). Danker und Lehmann-Himmel charakterisieren sie in ihrer Studie über das Verhalten und die Einstellungen der Schleswig-Holsteinischen Landtagsabgeordneten und Regierungsmitglieder der Nachkriegszeit in der NS-Zeit aufgrund ihres damals jungen Alters als „ns-sozialisiert“. Sie trat 1969 aus Protest gegen die sozialliberale Regierung auf Bundesebene der CDU bei. Seit 1973 war sie Mitglied des CDU-Landesvorstandes in Schleswig-Holstein. Von 1981 an stand sie dem Landesfachausschuss für Gesundheitspolitik der CDU vor.

## Abgeordnete
Bachl war von 1971 bis 1975 und vom 19. Januar 1978, als sie für Heinz Bartheidel nachrückte, bis 1987 Landtagsabgeordnete in Schleswig-Holstein. Der Landtag wählte sie zum Mitglied der sechsten Bundesversammlung, die am 15. Mai 1974 Walter Scheel zum Bundespräsidenten wählte.

## Ehrungen
Kunigunde Bachl wurde am 14. April 1975 mit dem Verdienstkreuz am Bande und am 9. August 1983 mit dem Verdienstkreuz I. Klasse ausgezeichnet.